# Erweiterung Libben, Steilküste und Blockgründe Wittow und Arkona
Erweiterung Libben, Steilküste und Blockgründe Wittow und Arkona este o arie protejată (arie specială de conservare — SAC, sit de importanță comunitară — SCI) din Germania întinsă pe o suprafață de 7.574 ha, integral pe uscat.

## Localizare
Centrul sitului Erweiterung Libben, Steilküste und Blockgründe Wittow und Arkona este situat la coordonatele 54°37′43″N 13°11′05″E / 54.6286°N 13.1847°E.

## Înființare
Situl Erweiterung Libben, Steilküste und Blockgründe Wittow und Arkona a fost declarat sit de importanță comunitară în martie 2008 pentru a proteja 3 specii de animale. Situl a fost protejat și ca arie specială de conservare în august 2016.

## Biodiversitate
Situată în ecoregiunea continentală, aria protejată conține 2 habitate naturale: Golfuri mici largi și golfuri puțin adânci, Recifuri.
La baza desemnării sitului se află mai multe specii protejate de  mamifere (3): Halichoerus grypus, focă obișnuită (Phoca vitulina), marsuin (Phocoena phocoena)